# Lijst van onroerend erfgoed in Dilbeek
Een overzicht van het onroerend erfgoed in de gemeente Dilbeek. Het onroerend erfgoed maakt deel uit van het cultureel erfgoed in België.

## Bouwkundig erfgoed
| Object                                                          | Erfgoedstatus?        | Bouwjaar of architect                   | Deelgemeente         | Adres                                                                                          | Coördinaten                   | Nummer? | Afbeelding                                                      |
| --------------------------------------------------------------- | --------------------- | --------------------------------------- | -------------------- | ---------------------------------------------------------------------------------------------- | ----------------------------- | ------- | --------------------------------------------------------------- |
| Parochiekerk Sint-Ambrosius                                     | Monument              |                                         | Dilbeek              | Verheydenstraat                                                                                | 50° 50' 42" NB, 4° 15' 46" OL | 38937   | Parochiekerk Sint-Ambrosius                                     |
| Sint-Alenatoren                                                 | Monument              |                                         | Dilbeek              | Gemeenteplein                                                                                  | 50° 50' 49" NB, 4° 15' 47" OL | 38938   | Sint-Alenatoren                                                 |
| 's Gravenhuis                                                   |                       |                                         | Dilbeek              | d'Arconatistraat 106-108, Molenbergstraat 65                                                   | 50° 50' 43" NB, 4° 15' 2" OL  | 38939   | 's Gravenhuis                                                   |
| Semigesloten hoeve                                              |                       |                                         | Dilbeek              | Borrestraat 3                                                                                  | 50° 49' 39" NB, 4° 15' 12" OL | 38940   | Semigesloten hoeve                                              |
| Semigesloten hoeve                                              |                       |                                         | Dilbeek              | Eikelenbergstraat 18                                                                           | 50° 51' 8" NB, 4° 16' 32" OL  | 38945   | Semigesloten hoeve                                              |
| Hof te Elegem                                                   |                       |                                         | Dilbeek              | Elegemstraat 125                                                                               | 50° 51' 31" NB, 4° 15' 53" OL | 38946   | Hof te Elegem                                                   |
| Gesloten hoeve                                                  |                       |                                         | Dilbeek              | Elegemstraat 160                                                                               | 50° 51' 28" NB, 4° 16' 1" OL  | 38947   | Gesloten hoeve                                                  |
| Neerhof                                                         | Monument              |                                         | Dilbeek              | Neerhofstraat 2                                                                                | 50° 50' 21" NB, 4° 15' 35" OL | 38962   | Neerhof                                                         |
| Boerenhuis Spaans huis                                          | Monument              |                                         | Dilbeek              | Spanjebergstraat 48                                                                            | 50° 50' 42" NB, 4° 16' 2" OL  | 38963   | Boerenhuis Spaans huis                                          |
| Gesloten hoeve met afspanning Au pélerin de SteWivine           |                       |                                         | Dilbeek              | Stationsstraat 312                                                                             | 50° 52' 2" NB, 4° 14' 40" OL  | 38965   | Gesloten hoeve met afspanning Au pélerin de SteWivine           |
| Boerenwoning                                                    |                       |                                         | Dilbeek              | Wolsemstraat 30                                                                                | 50° 52' 2" NB, 4° 14' 30" OL  | 38966   | Boerenwoning                                                    |
| Parochiekerk Sint-Egidius                                       | Monument              |                                         | Groot-Bijgaarden     | Brusselstraat                                                                                  | 50° 52' 18" NB, 4° 15' 53" OL | 38967   | Parochiekerk Sint-Egidius                                       |
| Sint-Wivinakapel                                                | Monument              |                                         | Groot-Bijgaarden     | Sint-Wivinadreef                                                                               | 50° 52' 13" NB, 4° 14' 21" OL | 38968   | Sint-Wivinakapel                                                |
| Sint-Wivinaklooster                                             | Monument              |                                         | Groot-Bijgaarden     | Hendrik Placestraat 43-45                                                                      | 50° 52' 5" NB, 4° 14' 54" OL  | 38969   | Sint-Wivinaklooster                                             |
| Kasteel van Groot-Bijgaarden en bijgebouwen                     | Monument              | 1634                                    | Groot-Bijgaarden     | Isidoor Van Beverenstraat 5                                                                    | 50° 52' 24" NB, 4° 15' 51" OL | 38970   | Kasteel van Groot-Bijgaarden en bijgebouwen                     |
| Gemeentehuis en schoolhuis Groot-Bijgaarden                     | Monument: Pampoelhuis |                                         | Groot-Bijgaarden     | Gemeenteplein 1                                                                                | 50° 52' 18" NB, 4° 15' 57" OL | 38971   | Gemeentehuis en schoolhuis Groot-Bijgaarden                     |
| Dorpswoningen                                                   |                       |                                         | Groot-Bijgaarden     | Kloostermuur 11-19                                                                             | 50° 52' 14" NB, 4° 14' 55" OL | 38972   | Dorpswoningen                                                   |
| Pastorie Sint-Egidiusparochie                                   | landschap             | 1952                                    | Groot-Bijgaarden     | Isidoor Van Beverenstraat 1                                                                    | 50° 52' 19" NB, 4° 15' 54" OL | 38978   | Pastorie Sint-Egidiusparochie                                   |
| Kasteelhoeve                                                    | landschap             |                                         | Groot-Bijgaarden     | Isidoor Van Beverenstraat 7                                                                    | 50° 52' 29" NB, 4° 15' 54" OL | 38979   | Kasteelhoeve                                                    |
| Gemeentehuis en schoolhuis Groot-Bijgaarden                     | landschap             | 1865                                    | Groot-Bijgaarden     | Isidoor Van Beverenstraat 20                                                                   | 50° 52' 21" NB, 4° 15' 57" OL | 38980   | Gemeentehuis en schoolhuis Groot-Bijgaarden                     |
| Parochiekerk Sint-Pieter met kerkhof                            | Monument              |                                         | Itterbeek            | Kerkstraat 45                                                                                  | 50° 50' 21" NB, 4° 15' 0" OL  | 38981   | Parochiekerk Sint-Pieter met kerkhof                            |
| Domein Chantemerle                                              |                       |                                         | Itterbeek            | Kerkstraat 23-25, Itterbeeksebaan                                                              |                               | 38983   | Domein Chantemerle                                              |
| Pastorie Sint-Pietersparochie                                   |                       |                                         | Itterbeek            | Kerkstraat 60                                                                                  | 50° 50' 24" NB, 4° 15' 1" OL  | 38984   | Pastorie Sint-Pietersparochie                                   |
| Parochiekerk Sint-Anna                                          | Monument              |                                         | Itterbeek            | Herdebeekstraat 176                                                                            | 50° 49' 53" NB, 4° 14' 3" OL  | 38985   | Parochiekerk Sint-Anna                                          |
| Sint-Annakapel                                                  | Monument              |                                         | Itterbeek            | Plankenstraat                                                                                  | 50° 49' 56" NB, 4° 14' 17" OL | 38986   | Sint-Annakapel                                                  |
| Sint-Annakapel                                                  |                       |                                         | Itterbeek            | Keperenbergstraat                                                                              | 50° 49' 55" NB, 4° 14' 28" OL | 38987   | Sint-Annakapel                                                  |
| Spoorwegviaduct de zeventien bruggen                            | Monument              | 1929                                    | Itterbeek            | Rollestraat                                                                                    | 50° 49' 48" NB, 4° 13' 42" OL | 38989   | Spoorwegviaduct de zeventien bruggen                            |
| Hoeve Brugmanshof                                               |                       |                                         | Itterbeek            | Armveldweg 56                                                                                  | 50° 49' 45" NB, 4° 13' 54" OL | 38990   | Hoeve Brugmanshof                                               |
| Herberg In de Ster                                              |                       |                                         | Itterbeek            | Herdebeekstraat 169                                                                            | 50° 49' 54" NB, 4° 13' 60" OL | 38991   | Herberg In de Ster                                              |
| Biesbeekhof                                                     |                       |                                         | Itterbeek            | IJsbergstraat 62                                                                               | 50° 49' 47" NB, 4° 13' 6" OL  | 38992   | Biesbeekhof                                                     |
| Duiventil en bakhuis uit leembouw                               |                       |                                         | Itterbeek            | Plankenstraat 7                                                                                | 50° 49' 56" NB, 4° 14' 13" OL | 38994   | Duiventil en bakhuis uit leembouw                               |
| Watermolen                                                      |                       |                                         | Itterbeek            | Poverstraat 4-6                                                                                | 50° 49' 52" NB, 4° 14' 21" OL | 38996   | Watermolen                                                      |
| Boerenwoning uit vakwerkbouw                                    |                       |                                         | Itterbeek            | Poverstraat 16                                                                                 | 50° 49' 49" NB, 4° 14' 20" OL | 38997   | Boerenwoning uit vakwerkbouw                                    |
| Landhuis                                                        |                       |                                         | Itterbeek            | Herdebeekstraat 189, Rollestraat 86                                                            | 50° 49' 48" NB, 4° 14' 0" OL  | 38999   | Landhuis                                                        |
| Parochiekerk Sint-Rumoldus                                      |                       |                                         | Schepdaal            | E. Eylenboschstraat                                                                            | 50° 50' 3" NB, 4° 11' 31" OL  | 39002   | Parochiekerk Sint-Rumoldus                                      |
| Dorpswoning in vakwerk                                          |                       |                                         | Schepdaal            | Geraardsbergsestraat 133                                                                       |                               | 39004   | Dorpswoning in vakwerk                                          |
| Dorpswoning                                                     |                       |                                         | Schepdaal            | Kerkstraat 2-4                                                                                 | 50° 50' 2" NB, 4° 11' 30" OL  | 39005   | Dorpswoning                                                     |
| Brouwerij-mouterij De Troch                                     |                       |                                         | Schepdaal            | Jan De Trochstraat 1-3, Ninoofsesteenweg 775-777, Kreupelstraat 2                              | 50° 50' 24" NB, 4° 13' 5" OL  | 39006   | Brouwerij-mouterij De Troch                                     |
| Tramsite Schepdaal                                              | Monument              |                                         | Schepdaal            | Ninoofsesteenweg 955                                                                           | 50° 50' 20" NB, 4° 11' 45" OL | 39007   | Tramsite Schepdaal                                              |
| Hof ten Bullenberg                                              |                       |                                         | Schepdaal            | Bullenbergstraat 9                                                                             | 50° 50' 33" NB, 4° 10' 45" OL | 39009   | Hof ten Bullenberg                                              |
| Semigesloten hoeve                                              |                       |                                         | Schepdaal            | Schapenstraat 18                                                                               | 50° 50' 18" NB, 4° 10' 28" OL | 39011   | Semigesloten hoeve                                              |
| Parochiekerk Sint-Gertrudis                                     |                       | 1907                                    | Schepdaal            | Isabellastraat 36                                                                              | 50° 49' 33" NB, 4° 12' 37" OL | 39012   | Parochiekerk Sint-Gertrudis                                     |
| Boerenwoning, gedateerd 1762                                    |                       |                                         | Schepdaal            | Isabellastraat 11                                                                              | 50° 49' 36" NB, 4° 12' 27" OL | 39013   | Boerenwoning, gedateerd 1762                                    |
| Hoeve-brouwerij met mouterij Goosens                            | Monument              |                                         | Schepdaal            | Isabellastraat 16                                                                              | 50° 49' 33" NB, 4° 12' 30" OL | 39014   | Hoeve-brouwerij met mouterij Goosens                            |
| L-vormige hoeve met langsschuur, gedateerd 1847                 |                       |                                         | Schepdaal            | Isabellastraat 19                                                                              | 50° 49' 35" NB, 4° 12' 32" OL | 39015   | L-vormige hoeve met langsschuur, gedateerd 1847                 |
| Watermolen bij de Pede                                          | Monument              |                                         | Schepdaal            | Lostraat 84                                                                                    | 50° 49' 31" NB, 4° 12' 39" OL | 39017   | Watermolen bij de Pede                                          |
| Gesloten hoeve                                                  |                       |                                         | Schepdaal            | Lostraat 96                                                                                    | 50° 49' 24" NB, 4° 12' 27" OL | 39018   | Gesloten hoeve                                                  |
| Hof te Zierbeek                                                 |                       |                                         | Schepdaal            | Bullenbergstraat 61                                                                            | 50° 50' 56" NB, 4° 11' 49" OL | 39020   | Hof te Zierbeek                                                 |
| Landhuis                                                        |                       |                                         | Schepdaal            | Jan De Trochstraat 151                                                                         | 50° 50' 53" NB, 4° 12' 5" OL  | 39026   | Landhuis                                                        |
| Gesloten hoeve                                                  |                       |                                         | Schepdaal            | Jan De Trochstraat 135-137                                                                     | 50° 50' 49" NB, 4° 12' 12" OL | 39027   | Gesloten hoeve                                                  |
| Parochiekerk Sint-Martinus met kerkhof                          | Monument              |                                         | Sint-Martens-Bodegem | Sint-Martinusstraat                                                                            | 50° 51' 44" NB, 4° 12' 51" OL | 39029   | Parochiekerk Sint-Martinus met kerkhof                          |
| Castelhof                                                       |                       |                                         | Sint-Martens-Bodegem | Molenstraat 102                                                                                | 50° 52' 5" NB, 4° 12' 33" OL  | 39030   | Castelhof                                                       |
| Personaatshof                                                   |                       |                                         | Sint-Martens-Bodegem | Bodegemstraat 300                                                                              | 50° 51' 38" NB, 4° 13' 17" OL | 39032   | Personaatshof                                                   |
| Walravenshoeve                                                  |                       |                                         | Sint-Martens-Bodegem | Grote Sypestraat 10                                                                            | 50° 51' 27" NB, 4° 13' 9" OL  | 39033   | Walravenshoeve                                                  |
| Landhuis Storms                                                 | dorpsgezicht          |                                         | Sint-Martens-Bodegem | Kerkberg 17                                                                                    | 50° 51' 44" NB, 4° 12' 49" OL | 39034   | Landhuis Storms                                                 |
| Molenhoeve                                                      |                       |                                         | Sint-Martens-Bodegem | Molenstraat 113                                                                                | 50° 52' 8" NB, 4° 12' 23" OL  | 39035   | Molenhoeve                                                      |
| Hof te Voorde                                                   |                       |                                         | Sint-Martens-Bodegem | Oosthoekstraat 16                                                                              | 50° 52' 7" NB, 4° 12' 45" OL  | 39037   | Hof te Voorde                                                   |
| Hoeve Vekens                                                    |                       |                                         | Sint-Martens-Bodegem | Honsemstraat 5-7                                                                               | 50° 51' 33" NB, 4° 12' 25" OL | 39038   | Hoeve Vekens                                                    |
| Honsemhoeve                                                     |                       |                                         | Sint-Martens-Bodegem | Honsemstraat 2-4                                                                               | 50° 51' 30" NB, 4° 12' 21" OL | 39039   | Honsemhoeve                                                     |
| Burgerhuis van 1873                                             |                       | 1873                                    | Sint-Martens-Bodegem | Poverstraat 12                                                                                 | 50° 51' 35" NB, 4° 12' 49" OL | 39040   | Burgerhuis van 1873                                             |
| Pastorie Sint-Martinusparochie                                  | Monument              |                                         | Sint-Martens-Bodegem | Processiestraat 3                                                                              | 50° 51' 43" NB, 4° 12' 53" OL | 39045   | Pastorie Sint-Martinusparochie                                  |
| Hoeve met ast                                                   |                       |                                         | Sint-Martens-Bodegem | Sint-Elooistraat 9                                                                             | 50° 52' 1" NB, 4° 12' 51" OL  | 39047   | Hoeve met ast                                                   |
| Langgestrekte hoeve                                             | dorpsgezicht          |                                         | Sint-Martens-Bodegem | Sint-Martinusstraat 30                                                                         | 50° 51' 47" NB, 4° 12' 52" OL | 39049   | Langgestrekte hoeve                                             |
| Hoeve De Greef                                                  |                       |                                         | Sint-Martens-Bodegem | Steenbergstraat 27                                                                             | 50° 51' 4" NB, 4° 13' 25" OL  | 39051   | Hoeve De Greef                                                  |
| Hoeve Mostinckx                                                 | Monument              |                                         | Sint-Martens-Bodegem | Dorpsplein 5                                                                                   | 50° 51' 42" NB, 4° 12' 45" OL | 39053   | Hoeve Mostinckx                                                 |
| Dorpswoning van 1893                                            |                       | 1893                                    | Sint-Martens-Bodegem | Westhoeklos 5                                                                                  | 50° 51' 50" NB, 4° 12' 33" OL | 39054   | Dorpswoning van 1893                                            |
| Hof te Wolsem                                                   |                       |                                         | Sint-Martens-Bodegem | Wolsemstraat 80                                                                                | 50° 51' 55" NB, 4° 14' 5" OL  | 39055   | Hof te Wolsem                                                   |
| Parochiekerk Sint-Ulrik                                         | Monument              |                                         | Sint-Ulriks-Kapelle  | Kerkstraat                                                                                     | 50° 52' 48" NB, 4° 13' 5" OL  | 39057   | Parochiekerk Sint-Ulrik                                         |
| Domein De Verlosser                                             |                       |                                         | Sint-Ulriks-Kapelle  | Brusselstraat 123                                                                              | 50° 52' 39" NB, 4° 13' 12" OL | 39058   | Domein De Verlosser                                             |
| Kasteel van Kapelle                                             | dorpsgezicht          |                                         | Sint-Ulriks-Kapelle  | Wallenweg 3-5                                                                                  | 50° 52' 49" NB, 4° 13' 8" OL  | 39059   | Kasteel van Kapelle                                             |
| Kasteeldomein La Motte                                          | Monument              |                                         | Sint-Ulriks-Kapelle  | Lumbeekstraat 20                                                                               | 50° 52' 55" NB, 4° 12' 54" OL | 39060   | Kasteeldomein La Motte                                          |
| Kasteeldomein van Nieuwermolen                                  | Monument              |                                         | Sint-Ulriks-Kapelle  | Bruggeveldstraat 28                                                                            | 50° 53' 13" NB, 4° 11' 57" OL | 39061   | Kasteeldomein van Nieuwermolen                                  |
| Semigesloten hoeve                                              |                       |                                         | Sint-Ulriks-Kapelle  | Brusselstraat 592                                                                              | 50° 52' 49" NB, 4° 13' 33" OL | 39064   | Semigesloten hoeve                                              |
| Boerenhuis                                                      | dorpsgezicht          |                                         | Sint-Ulriks-Kapelle  | Kerkstraat 8                                                                                   | 50° 52' 47" NB, 4° 13' 7" OL  | 39065   | Boerenhuis                                                      |
| Dorpswoningen uit 1895                                          | dorpsgezicht          | 1895                                    | Sint-Ulriks-Kapelle  | Kerkstraat 27-29                                                                               | 50° 52' 48" NB, 4° 13' 2" OL  | 39066   | Dorpswoningen uit 1895                                          |
| Gemeentehuis Sint-Ulriks-Kapelle                                | dorpsgezicht          |                                         | Sint-Ulriks-Kapelle  | Kerkstraat 3                                                                                   | 50° 52' 44" NB, 4° 13' 4" OL  | 39067   | Gemeentehuis Sint-Ulriks-Kapelle                                |
| Pastorie Sint-Ulriksparochie                                    | dorpsgezicht          |                                         | Sint-Ulriks-Kapelle  | Kerkstraat 35                                                                                  | 50° 52' 49" NB, 4° 13' 3" OL  | 39068   | Pastorie Sint-Ulriksparochie                                    |
| Langgestrekte hoeve van 1862                                    |                       |                                         | Sint-Ulriks-Kapelle  | Bruggeveldstraat 38                                                                            | 50° 53' 10" NB, 4° 11' 23" OL | 39069   | Langgestrekte hoeve van 1862                                    |
| Boerenwoning                                                    |                       |                                         | Sint-Ulriks-Kapelle  | Tenbroekstraat 74                                                                              | 50° 52' 29" NB, 4° 13' 40" OL | 39071   | Boerenwoning                                                    |
| Sint-Annakasteel                                                |                       |                                         | Itterbeek            | Ninoofsesteenweg 570                                                                           | 50° 50' 7" NB, 4° 14' 19" OL  | 76307   | Sint-Annakasteel                                                |
| NMVB-tramstation                                                | Monument              |                                         | Dilbeek              | Ninoofsesteenweg 395                                                                           |                               | 200141  | NMVB-tramstation                                                |
| Parochiekerk Sint-Theresia van het Kind Jezus                   |                       | 1938                                    | Dilbeek              | Kaudenaardestraat 114                                                                          |                               | 201354  | Parochiekerk Sint-Theresia van het Kind Jezus                   |
| Parochiekerk Sint-Dominicus Savio                               |                       | 1978 Victor Broos                       | Dilbeek              | Stationsstraat 277                                                                             |                               | 201360  | Parochiekerk Sint-Dominicus Savio                               |
| Parochiekerk Heilige Familie                                    |                       | 1937 Jozef Viérin                       | Groot-Bijgaarden     | Nieuwe Gentsesteenweg 8                                                                        |                               | 201383  | Parochiekerk Heilige Familie                                    |
| Burgerhuis                                                      |                       |                                         | Dilbeek              | Berchemstraat 59                                                                               |                               | 206867  | Burgerhuis                                                      |
| Kasteelhoeve de Laiterie                                        | Monument              | 1889                                    | Dilbeek              | de Heetveldelaan 4-6                                                                           |                               | 206871  | Kasteelhoeve de Laiterie                                        |
| Kasteel de Viron en ijskelder                                   | Monument              | 1862 Jean-Pierre Cluysenaar             | Dilbeek              | Gemeenteplein 1 de Heetveldelaan                                                               |                               | 206878  | Kasteel de Viron en ijskelder                                   |
| Koetshuis met paardenstallen                                    | Monument              | Jean-Pierre Cluysenaar                  | Dilbeek              | de Heetveldelaan 8-12                                                                          |                               | 206879  | Koetshuis met paardenstallen                                    |
| Neotraditionele villa                                           |                       |                                         | Dilbeek              | H. Moeremanslaan 5                                                                             |                               | 206882  | Neotraditionele villa                                           |
| Ontmoetingscentrum Westrand                                     |                       | 1969 Alfons Hoppenbrouwers              | Dilbeek              | Kamerijklaan 46-48                                                                             |                               | 206884  | Ontmoetingscentrum Westrand                                     |
| Herberg In de linde                                             |                       |                                         | Dilbeek              | Kasterlindenstraat 177                                                                         |                               | 206885  | Herberg In de linde                                             |
| Begraafplaats Koekelberg                                        |                       |                                         | Dilbeek              | Kasterlindenstraat 175                                                                         |                               | 206886  | Begraafplaats Koekelberg                                        |
| Hoeve met losse bestanddelen                                    |                       |                                         | Dilbeek              | Kattebroekstraat 108                                                                           |                               | 206887  | Hoeve met losse bestanddelen                                    |
| Woonstalhuis                                                    |                       |                                         | Dilbeek              | Kattebroekstraat 280                                                                           |                               | 206889  | Woonstalhuis                                                    |
| Landhuis Les Ormes                                              |                       |                                         | Dilbeek              | Kattebroekstraat 306                                                                           |                               | 206890  | Landhuis Les Ormes                                              |
| Hoeve                                                           |                       |                                         | Dilbeek              | Keperenbergstraat                                                                              |                               | 206891  | Hoeve                                                           |
| Villa                                                           |                       |                                         | Dilbeek              | Kloosterstraat 13                                                                              |                               | 206893  | Villa                                                           |
| Hoeve De Kroon                                                  |                       |                                         | Dilbeek              | Kroonweg 25                                                                                    |                               | 206894  | Hoeve De Kroon                                                  |
| Kasteel van Wolsem                                              |                       |                                         | Dilbeek              | Lange Haagstraat 1                                                                             |                               | 206895  | Kasteel van Wolsem                                              |
| Cottage-getinte villa van 1926                                  |                       |                                         | Dilbeek              | Levoldlaan 32                                                                                  |                               | 206897  | Cottage-getinte villa van 1926                                  |
| Kasteel Briard en bijgebouwen                                   |                       |                                         | Dilbeek              | Maalbeekstraat 5-7, 7A-B, 9-11                                                                 |                               | 206898  | Kasteel Briard en bijgebouwen                                   |
| Villa met dienstwoning en stallingen                            |                       |                                         | Dilbeek              | Maalbeekstraat 25                                                                              |                               | 206899  | Villa met dienstwoning en stallingen                            |
| Modernistische villa naar ontwerp van architect G. Leclercq     |                       |                                         | Dilbeek              | Marie-Louiselaan 3                                                                             |                               | 206900  | Modernistische villa naar ontwerp van architect G. Leclercq     |
| Oorlogsmonument 1914-1918 en 1940-1945                          |                       |                                         | Dilbeek              | Verheydenstraat                                                                                |                               | 206901  | Oorlogsmonument 1914-1918 en 1940-1945                          |
| Heilig Hartbeeld                                                |                       |                                         | Dilbeek              | Verheydenstraat                                                                                |                               | 206902  | Heilig Hartbeeld                                                |
| Pastorie Sint-Ambrosiusparochie                                 |                       |                                         | Dilbeek              | Marktplein                                                                                     |                               | 206903  | Pastorie Sint-Ambrosiusparochie                                 |
| Gemeenteschool Jongslag                                         |                       |                                         | Dilbeek              | Marktplein 8                                                                                   |                               | 206904  | Gemeenteschool Jongslag                                         |
| Château Le Tilleul                                              |                       |                                         | Dilbeek              | Moortebeekstraat 120-122                                                                       |                               | 206905  | Château Le Tilleul                                              |
| Burgerwoning met winkel                                         |                       |                                         | Dilbeek              | Ninoofsesteenweg 347                                                                           |                               | 206906  | Burgerwoning met winkel                                         |
| Villa van 1926                                                  |                       |                                         | Dilbeek              | Rondebosstraat 21                                                                              |                               | 206909  | Villa van 1926                                                  |
| Villa naar ontwerp van Joseph Mertens                           |                       |                                         | Dilbeek              | Sleutelplasstraat 12                                                                           |                               | 206910  | Villa naar ontwerp van Joseph Mertens                           |
| Sint-Alenaschool                                                |                       |                                         | Dilbeek              | Spanjebergstraat 1                                                                             |                               | 206911  | Sint-Alenaschool                                                |
| Station Dilbeek                                                 |                       |                                         | Dilbeek              | Stationsstraat 113                                                                             |                               | 206914  | Station Dilbeek                                                 |
| Dienstgebouw bij landhuis                                       |                       |                                         | Dilbeek              | Vlasendaalstraat 33                                                                            |                               | 206915  | Dienstgebouw bij landhuis                                       |
| Boerenwoning                                                    |                       |                                         | Dilbeek              | Wolsemstraat 10                                                                                |                               | 206919  | Boerenwoning                                                    |
| Villa Le Vallenbergh                                            |                       |                                         | Dilbeek              | Wolsemstraat 42                                                                                |                               | 206920  | Villa Le Vallenbergh                                            |
| Sint-Alenakapel                                                 | dorpsgezicht          |                                         | Dilbeek              | Alenaborre, Kapelstraat 113                                                                    |                               | 206925  | Sint-Alenakapel                                                 |
| Modernistische villa                                            |                       |                                         | Dilbeek              | J. B. Brusselmansstraat 24                                                                     |                               | 206926  | Modernistische villa                                            |
| Interbellumwoning                                               |                       |                                         | Dilbeek              | Kapelstraat 147                                                                                |                               | 206927  | Interbellumwoning                                               |
| Twee-onder-een-kapvilla in cottagestijl                         |                       |                                         | Dilbeek              | Kaudenaardestraat 76-78                                                                        |                               | 206928  | Twee-onder-een-kapvilla in cottagestijl                         |
| Twee-onder-een-kapvilla in cottagestijl                         |                       |                                         | Dilbeek              | Kaudenaardestraat 80-82                                                                        |                               | 206929  | Twee-onder-een-kapvilla in cottagestijl                         |
| Regina Caeli lagere school                                      |                       |                                         | Dilbeek              | Kaudenaardestraat 112                                                                          |                               | 206931  | Regina Caeli lagere school                                      |
| Regina Caeli lyceum                                             |                       |                                         | Dilbeek              | Rozenlaan 45                                                                                   |                               | 206932  | Regina Caeli lyceum                                             |
| Modernistische villa                                            |                       |                                         | Dilbeek              | Rozenlaan 10                                                                                   |                               | 206934  | Modernistische villa                                            |
| Villa van 1931                                                  |                       |                                         | Dilbeek              | Schilderkunstlaan 50                                                                           |                               | 206937  | Villa van 1931                                                  |
| Interbellumwoning                                               |                       |                                         | Dilbeek              | Schilderkunstlaan 56                                                                           |                               | 206938  | Interbellumwoning                                               |
| Villa van 1932                                                  |                       |                                         | Dilbeek              | Schilderkunstlaan 57                                                                           |                               | 206939  | Villa van 1932                                                  |
| Burgerhuis                                                      |                       |                                         | Dilbeek              | Liv. Walravenslaan 83                                                                          |                               | 206941  | Burgerhuis                                                      |
| Onze-Lieve-Vrouwkapel en drie grafstenen                        |                       |                                         | Groot-Bijgaarden     | Alfons Gossetlaan                                                                              |                               | 206942  | Onze-Lieve-Vrouwkapel en drie grafstenen                        |
| Villa Gosset en dienstgebouw                                    |                       |                                         | Groot-Bijgaarden     | Brusselstraat 228-230                                                                          |                               | 206943  | Villa Gosset en dienstgebouw                                    |
| Don Bosco Instituut                                             |                       |                                         | Groot-Bijgaarden     | Brusselstraat 285                                                                              |                               | 206944  | Don Bosco Instituut                                             |
| Langgestrekte hoeve                                             |                       |                                         | Groot-Bijgaarden     | Brusselstraat 287                                                                              |                               | 206945  | Langgestrekte hoeve                                             |
| Burgerhuis van 1844                                             |                       |                                         | Groot-Bijgaarden     | Brusselstraat 289                                                                              |                               | 206946  | Burgerhuis van 1844                                             |
| Vrije gemengde basisschool Don Bosco en villa                   |                       |                                         | Groot-Bijgaarden     | Brusselstraat 295, Konijnenberg 2                                                              |                               | 206947  | Vrije gemengde basisschool Don Bosco en villa                   |
| Gemeentelijke begraafplaats                                     |                       |                                         | Groot-Bijgaarden     | Bosstraat                                                                                      |                               | 206950  | Gemeentelijke begraafplaats                                     |
| Pastorie Heilige Familieparochie                                |                       |                                         | Groot-Bijgaarden     | Cryptelaan 1                                                                                   |                               | 206951  | Pastorie Heilige Familieparochie                                |
| Gedenkzuil Eerste Wereldoorlog                                  | Monument              |                                         | Groot-Bijgaarden     | Gemeenteplein                                                                                  |                               | 206952  | Gedenkzuil Eerste Wereldoorlog                                  |
| Dorpswoning uit 1874                                            |                       |                                         | Groot-Bijgaarden     | Hendrik Placestraat 2                                                                          |                               | 206954  | Dorpswoning uit 1874                                            |
| Don Boscoklooster                                               |                       |                                         | Groot-Bijgaarden     | Hendrik Placestraat 44                                                                         |                               | 206955  | Don Boscoklooster                                               |
| Heilige Kruiskapel                                              |                       |                                         | Groot-Bijgaarden     | Jozef Mertensstraat                                                                            |                               | 206956  | Heilige Kruiskapel                                              |
| Sint-Wivinakapel                                                |                       |                                         | Groot-Bijgaarden     | Rustlaan                                                                                       |                               | 206959  | Sint-Wivinakapel                                                |
| Burgerhuis                                                      |                       |                                         | Dilbeek              | Verheydenstraat 24                                                                             |                               | 206963  | Burgerhuis                                                      |
| Arbeiderswoningen                                               |                       |                                         | Groot-Bijgaarden     | Zwanenhofstraat 3-9                                                                            |                               | 206965  | Arbeiderswoningen                                               |
| Bijgebouwen kasteel Steenpoel                                   |                       |                                         | Itterbeek            | Jan Martin Van Lierdelaan z.nr., 24, 28, 28B, 30, Ninoofsesteenweg, Dreeflaan 3, Kerkstraat 22 |                               | 206968  | Bijgebouwen kasteel Steenpoel                                   |
| Landhuis in eclectische stijl                                   |                       |                                         | Dilbeek              | Keperenbergstraat 36                                                                           |                               | 206970  | Landhuis in eclectische stijl                                   |
| Gemeentehuis en school Itterbeek                                |                       |                                         | Itterbeek            | Keperenbergstraat 39-41                                                                        |                               | 206971  | Gemeentehuis en school Itterbeek                                |
| Brouwerij Timmermans                                            | Monument              |                                         | Itterbeek            | Kerkstraat 11                                                                                  |                               | 206972  | Brouwerij Timmermans                                            |
| Woonhuis in modernistische stijl                                |                       |                                         | Itterbeek            | Kerkstraat 31                                                                                  |                               | 206975  | Woonhuis in modernistische stijl                                |
| Eclectisch burgerhuis                                           |                       |                                         | Itterbeek            | Kerkstraat 42                                                                                  |                               | 206976  | Eclectisch burgerhuis                                           |
| Klooster en school                                              |                       |                                         | Itterbeek            | Kerkstraat 63                                                                                  |                               | 206977  | Klooster en school                                              |
| Kasteel van Winssinger en bijgebouwen                           |                       |                                         | Itterbeek            | Ninoofsesteenweg 500, Steenpoel 18-20                                                          |                               | 206978  | Kasteel van Winssinger en bijgebouwen                           |
| Villa Gulden kasteel                                            |                       |                                         | Itterbeek            | Ninoofsesteenweg 530                                                                           |                               | 206980  | Villa Gulden kasteel                                            |
| Dorpswoningen                                                   |                       |                                         | Itterbeek            | Steenpoel 23-25                                                                                |                               | 206982  | Dorpswoningen                                                   |
| Dorpswoning van 1889                                            |                       |                                         | Itterbeek            | Steenpoel 27                                                                                   |                               | 206983  | Dorpswoning van 1889                                            |
| Villa De Smet met tuin                                          |                       |                                         | Dilbeek              | Zakstraat 81                                                                                   |                               | 206985  | Villa De Smet met tuin                                          |
| Onze-Lieve-Vrouwkapel                                           |                       |                                         | Sint-Ulriks-Kapelle  | Assestraat                                                                                     |                               | 206988  | Onze-Lieve-Vrouwkapel                                           |
| Klooster en kapel                                               |                       |                                         | Sint-Ulriks-Kapelle  | Brusselstraat 709                                                                              |                               | 206993  | Klooster en kapel                                               |
| Onze-Lieve-Vrouwkapel                                           |                       |                                         | Sint-Ulriks-Kapelle  | Brusselstraat                                                                                  |                               | 206995  | Onze-Lieve-Vrouwkapel                                           |
| Langgestrekte hoeve en herberg                                  |                       |                                         | Sint-Ulriks-Kapelle  | Brusselstraat 695                                                                              |                               | 206996  | Langgestrekte hoeve en herberg                                  |
| Monument voor de gesneuvelden                                   | dorpsgezicht          |                                         | Sint-Ulriks-Kapelle  | Kerkstraat                                                                                     |                               | 206998  | Monument voor de gesneuvelden                                   |
| Onze-Lieve-Vrouwkapel                                           |                       |                                         | Sint-Ulriks-Kapelle  | Kerkstraat                                                                                     |                               | 206999  | Onze-Lieve-Vrouwkapel                                           |
| Kleine hoeve                                                    |                       |                                         | Sint-Ulriks-Kapelle  | Krekelendries 27                                                                               |                               | 207000  | Kleine hoeve                                                    |
| Brouwerijhoeve Girardin                                         |                       |                                         | Sint-Ulriks-Kapelle  | Lindenberg 10-12                                                                               |                               | 207002  | Brouwerijhoeve Girardin                                         |
| Villa uit begin 20ste eeuw                                      |                       |                                         | Sint-Ulriks-Kapelle  | Zavelstraat 15                                                                                 |                               | 207004  | Villa uit begin 20ste eeuw                                      |
| Hoeve                                                           |                       |                                         | Sint-Ulriks-Kapelle  | Zavelstraat 34                                                                                 |                               | 207006  | Hoeve                                                           |
| Onze-Lieve-Vrouw der Zeven Smartenkapel                         |                       |                                         | Schepdaal            | Appelmansstraat                                                                                |                               | 207008  | Onze-Lieve-Vrouw der Zeven Smartenkapel                         |
| Hoeve                                                           |                       |                                         | Schepdaal            | Bullenbergstraat 8                                                                             |                               | 207009  | Hoeve                                                           |
| Pastorie Sint-Rumoldusparochie                                  |                       |                                         | Schepdaal            | E. Eylenboschstraat 8                                                                          |                               | 207011  | Pastorie Sint-Rumoldusparochie                                  |
| Interbellumwoning met winkel uit 1932                           |                       |                                         | Schepdaal            | E. Eylenboschstraat 21                                                                         |                               | 207012  | Interbellumwoning met winkel uit 1932                           |
| Villa                                                           |                       |                                         | Schepdaal            | Geraardsbergsestraat 67                                                                        |                               | 207015  | Villa                                                           |
| Gesloten hoeve                                                  |                       |                                         | Schepdaal            | Geraardsbergsestraat 29                                                                        |                               | 207016  | Gesloten hoeve                                                  |
| Meisjesschool                                                   |                       | 1921                                    | Schepdaal            | Kapelleveld 1A                                                                                 |                               | 207018  | Meisjesschool                                                   |
| Begraafplaats                                                   |                       |                                         | Schepdaal            | Kapelleveld                                                                                    |                               | 207019  | Begraafplaats                                                   |
| Onderwijzerswoning                                              |                       |                                         | Schepdaal            | Marktplein 23                                                                                  |                               | 207025  | Onderwijzerswoning                                              |
| Burgerhuis                                                      |                       |                                         | Schepdaal            | Marktstraat 28                                                                                 |                               | 207026  | Burgerhuis                                                      |
| Dorpswoning met winkelpui                                       |                       |                                         | Schepdaal            | Marktstraat 36                                                                                 |                               | 207027  | Dorpswoning met winkelpui                                       |
| Burgerhuis                                                      |                       |                                         | Schepdaal            | Ninoofsesteenweg 1030-1032                                                                     |                               | 207028  | Burgerhuis                                                      |
| Villa Eylenbosch met tuin                                       |                       |                                         | Schepdaal            | Ninoofsesteenweg 782                                                                           |                               | 207029  | Villa Eylenbosch met tuin                                       |
| Hoeve met losse bestanddelen                                    |                       |                                         | Schepdaal            | Schapenstraat 27-29                                                                            |                               | 207033  | Hoeve met losse bestanddelen                                    |
| Hoeve                                                           |                       |                                         | Schepdaal            | Eksterstraat 18                                                                                |                               | 207037  | Hoeve                                                           |
| Pastorie Sint-Gertrudisparochie                                 |                       |                                         | Schepdaal            | Isabellastraat 37                                                                              |                               | 207040  | Pastorie Sint-Gertrudisparochie                                 |
| Modernistische brouwerswoning                                   |                       |                                         | Schepdaal            | Isabellastraat 55                                                                              |                               | 207042  | Modernistische brouwerswoning                                   |
| Onze-Lieve-Vrouwekapel                                          |                       |                                         | Schepdaal            | Kothemstraat                                                                                   |                               | 207043  | Onze-Lieve-Vrouwekapel                                          |
| Paalschuur                                                      |                       |                                         | Schepdaal            | Neerveldstraat 8                                                                               |                               | 207044  | Paalschuur                                                      |
| Kasteel van Marlier en Hof te Bodegem                           | dorpsgezicht          |                                         | Sint-Martens-Bodegem | Bodegemstraat 316, 320                                                                         |                               | 207045  | Kasteel van Marlier en Hof te Bodegem                           |
| Gemeentehuis en school Sint-Martens-Bodegem                     |                       |                                         | Sint-Martens-Bodegem | Kerkberg 5                                                                                     |                               | 207046  | Gemeentehuis en school Sint-Martens-Bodegem                     |
| Villa Ferrata                                                   |                       |                                         | Sint-Martens-Bodegem | Molenstraat 26                                                                                 |                               | 207047  | Villa Ferrata                                                   |
| Burgerhuis van 1919                                             |                       |                                         | Sint-Martens-Bodegem | Molenstraat 72                                                                                 |                               | 207048  | Burgerhuis van 1919                                             |
| Villa des Roses en Villa des Begonias                           |                       |                                         | Sint-Martens-Bodegem | Molenstraat 92-94                                                                              |                               | 207049  | Villa des Roses en Villa des Begonias                           |
| Onze-Lieve-Vrouwkapel                                           |                       |                                         | Schepdaal            | Molenweg                                                                                       |                               | 207050  | Onze-Lieve-Vrouwkapel                                           |
| Opperste hoeve                                                  |                       |                                         | Sint-Martens-Bodegem | Schepdaalstraat 13-15                                                                          |                               | 207053  | Opperste hoeve                                                  |
| Biesemanskapel                                                  |                       |                                         | Sint-Martens-Bodegem | Honsemstraat                                                                                   |                               | 207054  | Upload foto                                                     |
| Gesloten hoeve met brouwerij                                    | dorpsgezicht          |                                         | Sint-Martens-Bodegem | Sint-Martinusstraat 28                                                                         |                               | 207056  | Gesloten hoeve met brouwerij                                    |
| Onze-Lieve-Vrouwkapel                                           |                       |                                         | Sint-Martens-Bodegem | Sint-Martinusstraat                                                                            |                               | 207057  | Onze-Lieve-Vrouwkapel                                           |
| Gemeenteschool Solleveld                                        |                       |                                         | Sint-Martens-Bodegem | Solleveld 13                                                                                   |                               | 207058  | Gemeenteschool Solleveld                                        |
| Station Sint-Martens-Bodegem                                    |                       |                                         | Sint-Martens-Bodegem | Stationsplein 1, 2                                                                             |                               | 207059  | Station Sint-Martens-Bodegem                                    |
| Neogotische kapel                                               |                       |                                         | Sint-Martens-Bodegem | Ternatweg                                                                                      |                               | 207060  | Neogotische kapel                                               |
| Onze-Lieve-Vrouwkapel                                           |                       |                                         | Sint-Martens-Bodegem | Wolsemstraat 111                                                                               |                               | 207061  | Onze-Lieve-Vrouwkapel                                           |
| Langgestrekte hoeve                                             |                       |                                         | Dilbeek              | Hof ter Mullenstraat 52                                                                        |                               | 207062  | Langgestrekte hoeve                                             |
| Woonhuis naar ontwerp van Alfons Hoppenbrouwers uit 1969        |                       |                                         | Dilbeek              | Spanjebergstraat 60                                                                            |                               | 207065  | Upload foto                                                     |
| Woning Waltaire naar ontwerp van L. Engels en R. De Winter      |                       |                                         | Dilbeek              | Vlasendaalstraat 86                                                                            |                               | 207123  | Woning Waltaire naar ontwerp van L. Engels en R. De Winter      |
| Twee-onder-een-kapvilla naar ontwerp van L. Engels              |                       | 1965 Lucien Engels                      | Schepdaal            | Eksterstraat 37                                                                                |                               | 207124  | Twee-onder-een-kapvilla naar ontwerp van L. Engels              |
| Villa naar ontwerp van Eugeen Liebaut, 1989-1991                |                       |                                         | Dilbeek              | Levoldlaan 16                                                                                  |                               | 207139  | Villa naar ontwerp van Eugeen Liebaut, 1989-1991                |
| Regionalistische villa                                          |                       |                                         | Groot-Bijgaarden     | Kerkweg 25                                                                                     |                               | 208200  | Regionalistische villa                                          |
| Langgestrekte hoeve                                             |                       |                                         | Groot-Bijgaarden     | Brusselstraat 312                                                                              |                               | 212379  | Langgestrekte hoeve                                             |
| Burgerhuis                                                      |                       |                                         | Groot-Bijgaarden     | Molenberg 11                                                                                   |                               | 212380  | Burgerhuis                                                      |
| Cottage-getinte villa met dienstgebouw                          |                       |                                         | Groot-Bijgaarden     | Molenberg 21, Mollekouter 7                                                                    |                               | 212381  | Cottage-getinte villa met dienstgebouw                          |
| Begraafplaats Don Bosco en broeders van de Christelijke Scholen | Monument              |                                         | Sint-Ulriks-Kapelle  | Sint-Wivinadreef                                                                               |                               | 212382  | Begraafplaats Don Bosco en broeders van de Christelijke Scholen |
| Hof ter Brugghen                                                |                       |                                         | Sint-Ulriks-Kapelle  | Assestraat 111                                                                                 |                               | 212383  | Hof ter Brugghen                                                |
| Hoeve                                                           |                       |                                         | Sint-Ulriks-Kapelle  | Bekkerzeelstraat 11                                                                            |                               | 212384  | Hoeve                                                           |
| Langgestrekte hoeve met hopast                                  |                       |                                         | Sint-Ulriks-Kapelle  | Kwaadbunderweg 1, 1A                                                                           |                               | 212385  | Langgestrekte hoeve met hopast                                  |
| Gekoppelde arbeiderswoningen                                    |                       |                                         | Sint-Ulriks-Kapelle  | Tenbroekstraat 10-16                                                                           |                               | 212386  | Gekoppelde arbeiderswoningen                                    |
| Dorpswoning                                                     |                       |                                         | Itterbeek            | Kerkstraat 32                                                                                  |                               | 212502  | Dorpswoning                                                     |
| Villa met dienstgebouw                                          |                       |                                         | Dilbeek              | Vlasendaalstraat 53-55                                                                         |                               | 212505  | Villa met dienstgebouw                                          |
| Villa met cottage-invloeden                                     |                       |                                         | Dilbeek              | Vlasendaalstraat 64                                                                            |                               | 212506  | Villa met cottage-invloeden                                     |
| Hof ten Broek                                                   |                       |                                         | Sint-Martens-Bodegem | Vaartstraat 6-8                                                                                |                               | 214040  | Hof ten Broek                                                   |
| Hoeve met losse bestanddelen                                    |                       |                                         | Sint-Martens-Bodegem | Lange Veldstraat 19                                                                            |                               | 214090  | Hoeve met losse bestanddelen                                    |
| Moderne villa                                                   |                       | Luc Binst                               | Sint-Martens-Bodegem | Steenbergstraat 26                                                                             |                               | 214092  | Upload foto                                                     |
| Burgerhuizen                                                    |                       |                                         | Itterbeek            | Ninoofsesteenweg 527-529                                                                       |                               | 214137  | Burgerhuizen                                                    |
| Brouwerij Eylenbosch                                            |                       |                                         | Schepdaal, Itterbeek | Ninoofsesteenweg 774-778, Plankenstraat 128                                                    |                               | 214320  | Brouwerij Eylenbosch                                            |
| Domein Maria Assumpta                                           |                       |                                         | Dilbeek              | H. Moeremanslaan 8                                                                             |                               | 214736  | Domein Maria Assumpta                                           |
| Oorlogsmonument                                                 |                       |                                         | Schepdaal            | Marktplein                                                                                     |                               | 214774  | Oorlogsmonument                                                 |
| Burgerhuis                                                      |                       |                                         | Schepdaal            | Marktstraat 26                                                                                 |                               | 214775  | Burgerhuis                                                      |
| Gemeentelijke jongensschool                                     |                       |                                         | Schepdaal            | Kapelleveld 6                                                                                  |                               | 214781  | Gemeentelijke jongensschool                                     |
| Modernistische villa                                            |                       |                                         | Dilbeek              | Broekstraat 44                                                                                 |                               | 214796  | Modernistische villa                                            |
| Modernistische villa                                            |                       |                                         | Dilbeek              | J. B. Brusselmansstraat 6                                                                      |                               | 214798  | Modernistische villa                                            |
| Interbellumwoning                                               |                       |                                         | Dilbeek              | Liv. Walravenslaan 39                                                                          |                               | 214801  | Interbellumwoning                                               |
| Interbellumwoning                                               |                       |                                         | Dilbeek              | Liv. Walravenslaan 52                                                                          |                               | 214802  | Interbellumwoning                                               |
| Villa van 1926                                                  |                       |                                         | Dilbeek              | Schilderkunstlaan 33                                                                           |                               | 214804  | Villa van 1926                                                  |
| Twee-onder-een-kapvilla in art deco                             |                       |                                         | Dilbeek              | Weerstanderslaan 22-24                                                                         |                               | 214805  | Twee-onder-een-kapvilla in art deco                             |
| Hoeve met losse bestanddelen                                    |                       |                                         | Dilbeek              | Hongersveldstraat 6                                                                            |                               | 214808  | Hoeve met losse bestanddelen                                    |
| Modernistische villa                                            |                       |                                         | Dilbeek              | J. B. Brusselmansstraat 22                                                                     |                               | 215017  | Modernistische villa                                            |
| Interbellumwoning                                               |                       |                                         | Dilbeek              | Kapelstraat 145                                                                                |                               | 215028  | Interbellumwoning                                               |
| Modernistische interbellumvilla                                 |                       |                                         | Dilbeek              | Berchemstraat 51                                                                               |                               | 215033  | Modernistische interbellumvilla                                 |
| Burgerhuis                                                      |                       |                                         | Dilbeek              | Eikelenbergstraat 19                                                                           |                               | 215058  | Burgerhuis                                                      |
| Villa naar ontwerp van Hoppenbrouwers                           |                       |                                         | Dilbeek              | Levoldlaan 18                                                                                  |                               | 215062  | Villa naar ontwerp van Hoppenbrouwers                           |
| Villa van 1937                                                  |                       |                                         | Dilbeek              | Rondebosstraat 23                                                                              |                               | 215065  | Villa van 1937                                                  |
| Dorpswoning van 1927                                            |                       |                                         | Dilbeek              | Kalenbergstraat 95                                                                             |                               | 215069  | Dorpswoning van 1927                                            |
| Villa naar ontwerp van Willy Van Der Meeren                     |                       | Willy Van Der Meeren                    | Dilbeek              | Tuinbouwlaan 21                                                                                |                               | 215096  | Villa naar ontwerp van Willy Van Der Meeren                     |
| Architectenwoning J. De Potter                                  |                       | Jacques De Potter                       | Dilbeek              | Marie-Louiselaan 23                                                                            |                               | 215126  | Architectenwoning J. De Potter                                  |
| Villa Sunny Home                                                |                       |                                         | Dilbeek              | Kamerijklaan 27                                                                                |                               | 215193  | Villa Sunny Home                                                |
| Signaal van Zellik naar ontwerp van Jacques Moeschal            | Monument              | Jacques Moeschal                        | Groot-Bijgaarden     | Alfons Gossetlaan                                                                              |                               | 215264  | Signaal van Zellik naar ontwerp van Jacques Moeschal            |
| Grafteken voor Jean Brusselmans                                 | Monument              |                                         | Dilbeek              | d'Arconatistraat                                                                               |                               | 306755  | Grafteken voor Jean Brusselmans                                 |
| Gekoppelde villa's                                              |                       | Raphaël Verwilghen, Jean-Jules Eggericx | Dilbeek              | Ninoofsesteenweg 5-7                                                                           |                               | 307454  | Gekoppelde villa's                                              |

### Bouwkundige gehelen
| Object                                           | Erfgoedstatus? | Bouwjaar of architect | Deelgemeente        | Adres                                         | Coördinaten | Nummer? | Afbeelding                                       |
| ------------------------------------------------ | -------------- | --------------------- | ------------------- | --------------------------------------------- | ----------- | ------- | ------------------------------------------------ |
| Gemeentepark met kasteel de Viron en bijgebouwen | Dorpsgezicht   |                       | Dilbeek             | Gemeenteplein z.nr., 1, de Heetveldelaan 6-12 |             | 127022  | Gemeentepark met kasteel de Viron en bijgebouwen |
| Dorpskern Sint-Ulriks-Kapelle                    | Dorpsgezicht   |                       | Sint-Ulriks-Kapelle | Brusselstraat, Kerkstraat                     |             | 306597  | Dorpskern Sint-Ulriks-Kapelle                    |